# Абрикосовка (Херсонская область)
Абрико́совка (укр. Абрико́сівка) — посёлок в Великокопановской сельской общине Херсонского района Херсонской области Украины.
Почтовый индекс — 75134. Телефонный код — 5542. Код КОАТУУ — 6525080201.

## Население
Население по переписи 2001 года составляло 1204 человека.

### Языковой состав
Родной язык населения по данным переписи 2001 года:
| Язык       | Численность, чел. | Доля     |
| ---------- | ----------------- | -------- |
| Украинский | 1 057             | 87,79 %  |
| Русский    | 142               | 11,79 %  |
| Другое     | 5                 | 0,42 %   |
| Итого      | 1 204             | 100,00 % |

## История
Поселение основано как хутор в 1890-х годах. Образован в 1928 году как Сад-комбинат им. Фрунзе.
В 1929 году Херсонский консервный завод организовал здесь свое хозяйство, были посажены абрикосовые сады (отсюда и произошло название села). Село стали называть комбинатом, затем совхозом им. Фрунзе села Великие Копани.
С 1957 года называется Абрикосовка.
24 сентября 1965 года отделение было выделено в отдельное хозяйство — совхоз «Радужный», село стало называться Абрикосовкой.

## Местный совет
75134, Херсонская обл., Алёшковский р-н, пос. Абрикосовка, ул. Винницкая, 33.